# Matrimonio igualitario en Baja California Sur
El matrimonio entre personas del mismo sexo es legal en Baja California Sur desde el 29 de junio de 2019. El 27 de junio el Congreso estatal aprobó un proyecto de ley que abre el matrimonio a parejas del mismo sexo. Fue publicado en el Diario Oficial del Estado el 28 de junio y entró en vigor al día siguiente, legalizando el matrimonio entre personas del mismo sexo en Baja California Sur.

## Historia jurídica

### Antecedentes
La Suprema Corte de Justicia de México dictaminó el 12 de junio de 2015 que las prohibiciones estatales del matrimonio entre personas del mismo sexo son inconstitucionales en todo el país. El fallo del tribunal se considera una "tesis jurisprudencial" y no invalida las leyes estatales, lo que significa que las parejas del mismo sexo a las que se les niega el derecho a casarse aún tendrían que buscar recursos de amparo individuales en los tribunales. El fallo estandarizó los procedimientos para que jueces y tribunales de todo México aprueben todas las solicitudes de matrimonios entre personas del mismo sexo e hizo que la aprobación fuera obligatoria.
El primer amparo a favor del matrimonio entre personas del mismo sexo en Baja California Sur fue otorgado el 21 de octubre de 2014. El caso involucraba a 9 parejas del mismo sexo (7 compuestas por mujeres y 2 por hombres), quienes habían interpuesto un amparo en agosto de 2014 impugnando la constitucionalidad de los artículos 150. y 330 del Código Civil estatal. El artículo 150 definía el matrimonio como la "unión legítima de un hombre y una mujer" y cuyo objetivo era "perpetuar la especie", y el artículo 330 definía igualmente el concubinato como entre "un hombre y una mujer". El 21 de octubre, un juez de distrito declaró inconstitucionales ambos artículos y concedió a las nueve parejas en cuestión el derecho a contraer matrimonio. La Suprema Corte falló a favor de las parejas en apelación en marzo de 2016. Esta decisión judicial sólo permitió casarse a las 9 parejas implicadas en el caso. Las parejas estuvieron representadas por la activista LGBT y abogada Nolzuly Almodóvar García.
En febrero de 2015, 18 parejas del mismo sexo (16 compuestas por mujeres y 2 por hombres), interpusieron un amparo ante los tribunales solicitando el derecho a contraer matrimonio con su pareja. Fue concedido por el Primer Juzgado de Distrito en abril de 2015. La abogada Almodóvar García ha representado a varias parejas del mismo sexo en estos amparos. En noviembre de 2014 ayudó a 10 parejas de La Paz a interponer un amparo por el derecho a contraer matrimonio, y lo volvió a hacer en abril de 2015 para 6 parejas más. Hasta el 20 de agosto de 2016, los tribunales habían concedido a 180 personas el derecho a contraer matrimonio.

### Acción legislativa
El 9 de abril de 2010, la organización LGBT La Comunidad Sudcaliforniana en Diversidad Sexual propuso modificaciones al Código Civil de Baja California Sur para legalizar el matrimonio entre personas del mismo sexo y la adopción homoparental. El Congreso estatal no tomó ninguna medida durante los años siguientes, ya que los políticos locales desviaron la cuestión argumentando que "se debe consultar al público". Incluso después de varias decisiones judiciales a favor de las parejas del mismo sexo, miembros del Congreso local dijeron que el tema no estaba en la agenda legislativa. El 25 de marzo de 2015, el presidente de la Suprema Corte de Justicia de Baja California Sur, Daniel Gallo Rodríguez, presentó al Congreso un proyecto de ley sobre matrimonio entre personas del mismo sexo. El 15 de abril, un congresista dijo a los medios que el análisis de la propuesta comenzaría en mayo de 2015. El 17 de mayo de 2016, Día Internacional contra la Homofobia, una congresista del conservador Partido Acción Nacional (PAN) anunció que el proyecto de ley sería votado antes del 30 de junio. Sin embargo, no hubo votación y la propuesta fue puesta en el "congelador legislativo".
En las elecciones de julio de 2018, el Movimiento de Regeneración Nacional (Morena) y otros partidos que apoyan el matrimonio entre personas del mismo sexo obtuvieron la mayoría de los escaños legislativos en el Congreso. En septiembre de 2018, varios diputados prometieron impulsar la legalización del matrimonio entre personas del mismo sexo. En mayo de 2019, la diputada Rosalba Rodríguez López presentó al Congreso un proyecto de ley sobre matrimonio entre personas del mismo sexo. El 27 de junio de 2019, el Congreso estatal aprobó la legislación por 14 votos a favor, 5 en contra y una abstención:
| Partido político                      | Miembros | Sí | No | Abstención | Ausentes |
| ------------------------------------- | -------- | -- | -- | ---------- | -------- |
| Movimiento de Regeneración Nacional   | 8        | 8  |    |            |          |
| Independientes                        | 7        | 3  | 3  |            | 1        |
| Partido Revolucionario Institucional  | 1        | 1  |    |            |          |
| Partido Acción Nacional               | 1        |    | 1  |            |          |
| Partido del Trabajo                   | 1        | 1  |    |            |          |
| Partido de la Revolución Democrática  | 1        |    | 1  |            |          |
| Partido Humanista                     | 1        | 1  |    |            |          |
| Partido de Renovación Sudcaliforniana | 1        |    |    | 1          |          |
| Total                                 | 21       | 14 | 5  | 1          | 1        |

Fue firmado por el gobernador Carlos Mendoza Davis el mismo día y publicado en el Diario Oficial del Estado el 28 de junio. La ley entró en vigor al día siguiente.
En junio de 2022, la diputada María Guadalupe Moreno Higuera presentó una legislación al Congreso para permitir que las parejas casadas del mismo sexo soliciten adoptar. El proyecto de ley fue aprobado por el congreso estatal en noviembre de 2022, pero fue vetado por el gobernador en marzo de 2024.
En mayo de 2023, el Congreso de Baja California Sur aprobó un proyecto de ley de iniciativa ciudadana que amplía el reconocimiento del concubinato a parejas del mismo sexo.

## Estadísticas
La siguiente tabla muestra el número de matrimonios entre personas del mismo sexo realizados en Baja California Sur desde 2019 según lo reportado por el Instituto Nacional de Estadística y Geografía.
| Año  | Mismo sexo | Mismo sexo | Mismo sexo | Distinto sexo | Total | % mismo sexo |
| Año  | Femenino   | Masculino  | Total      | Distinto sexo | Total | % mismo sexo |
| ---- | ---------- | ---------- | ---------- | ------------- | ----- | ------------ |
| 2019 | 15         | 12         | 27         | 2391          | 2418  | 1.12%        |
| 2020 | 24         | 9          | 33         | 1581          | 1614  | 2.04%        |
| 2021 | 34         | 23         | 57         | 2254          | 2311  | 2.47%        |

## Opinión pública
Una encuesta de opinión de 2017 realizada por Gabinete de Comunicación Estratégica encontró que el 59% de los residentes de Baja California Sur apoyaba el matrimonio entre personas del mismo sexo, mientras que el 36% se oponía.
Según una encuesta de 2018 del Instituto Nacional de Estadística y Geografía, el 42% de la población de Baja California Sur se oponía al matrimonio entre personas del mismo sexo.